# Manufacture de miniatures
Pour les articles homonymes, voir MDM.

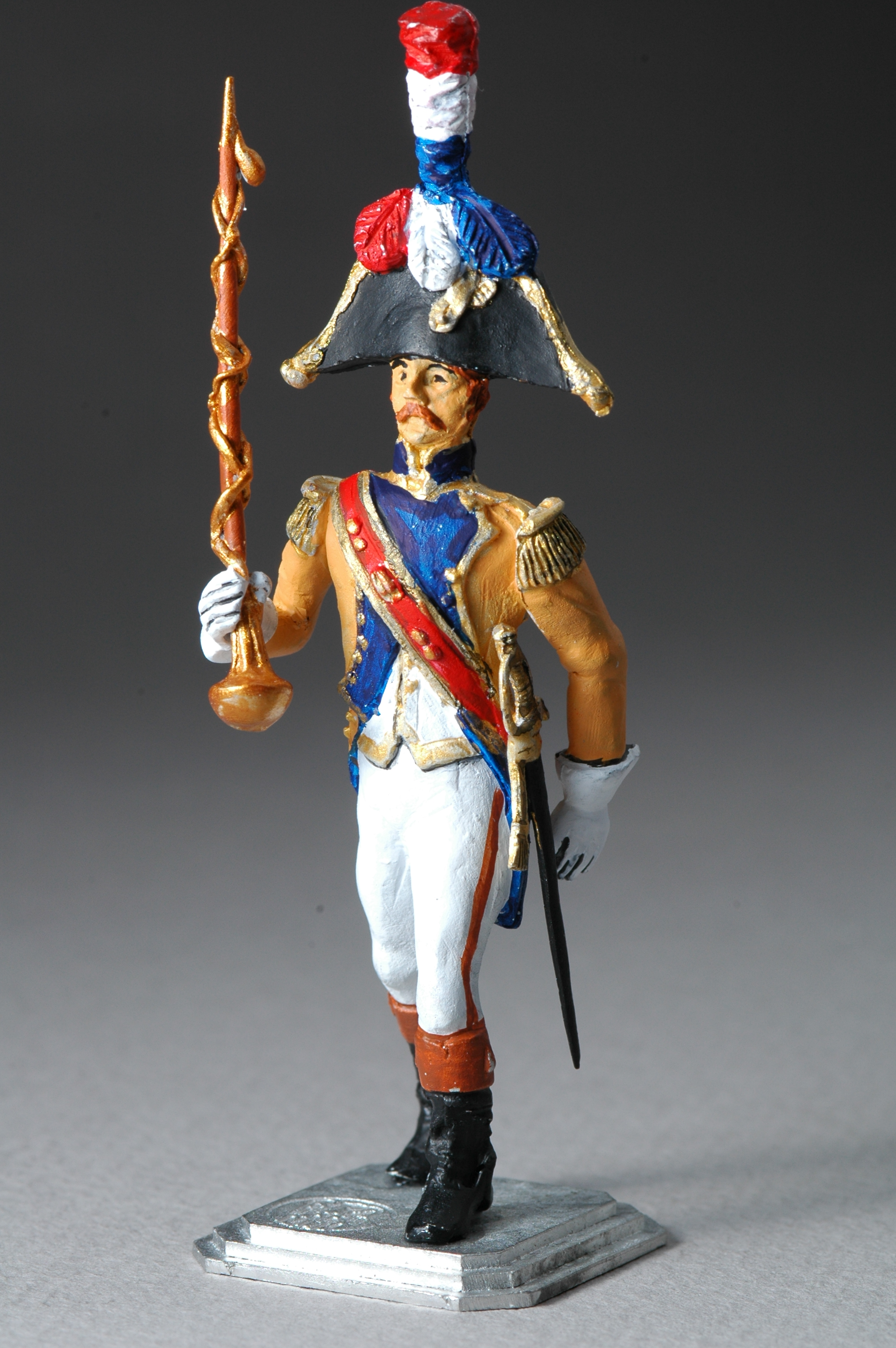
MDM figurine - Tambour Major de la Ligne - 54 mm Métal

MDM (pour la Manufacture De Miniatures) est une marque française de figurines, créée en 1945 par René Daniel à Périgueux.
MDM s'est spécialisée dans le 1er Empire, en éditant des figurines de la Grande Armée de Napoléon Bonaparte.
Les séries proposées sont en 40 mm (plastique), 54 mm (métal), une très petite série en 90 mm, et récemment une nouvelle série en 75 mm.
La marque a été reprise lors d'une vente aux enchères en 2005 par un passionné de figurines du 1er Empire.